# Mardim (província)
Mardim (em turco: Mardin; em curdo: Mêrdîn; em siríaco: ܡܶܪܕܺܝܢ; romaniz.: Merdin em árabe: ماردين; Mardīn ou Merdin; em aramaico: ܡܪܕܝܢ) é uma província e área metropolitana do sudeste da Turquia, situada na região do Sudeste da Anatólia, com capital na cidade homónima. Tem 8 780 km² de área e em dezembro de 2021 tinha 862 757 habitantes (densidade: 98,3 hab./km²).
A província faz parte da região histórica do Curdistão e está na fronteira entre a Anatólia e a Mesopotâmia. Grande parte da população é constituída de curdos étnicos, os quais, representavam cerca de 75% dos habitantes em 1990. Há também minorias significativas de turcos, sírios (caldeus), árabes, arménios e chechenos (estes estabeleceram-se durante a guerra russo-turca de 1877–1878). Havia também judeus, que emigraram para Israel a partir de 1948, quando esse estado foi criado.

## Distritos da província
A província está subdividida nos seguintes distritos. A capital, Mardim corresponde aproximadamente ao distrito de Artuklu.
- Artuklu
- Dargeçit
- Derik
- Kızıltepe
- Mazıdağı
- Midyat
- Nusaybin (Nísibis)
- Ömerli
- Savur
- Yeşilli